# Александар Мандић (редитељ)
Александар Мандић (Београд, 23. октобар 1945) је југословенски и српски филмски и телевизијски редитељ и сценариста.

## Биографија
Александар Мандић је дипломирао режију на Академији за позориште филм и радио и телевизију 1971. године. Магистрирао на теми из историје телевизије, на истом факултету, 1998. године, који се тада већ звао Факултет драмских уметности. На том факултету почео је да ради као асистент 1971. године и завршио први део наставничког посла 1992. године у звању редовног професора, када одлази да буде професор на ФТВ одсеку највећег филмске школе у Америци, New York University, Tisch School of Arts. На ФДУ је основао катедру за документарни филм, а предавао је и филмску и ТВ режију. На ФДУ се враћа 1997. године, извесно време био је шеф Катедре за ФТВ режију.
Поред великог редитељског искуства стеченог углавном на телевизији, радио је и у позоришту, режирао један играни филм (Личне ствари 1979.), водио ТВ емисије, писао сценарија и текстове за разне публикације. Избор тих текстова објављен је у књизи "Мера за Меру" 2015 године.

## Награде
- Добитник Плакете Југословенске Кинотеке за допринос филмској уметности, Београд 6. јун 2014.
- Награда за музички видео спот Фестивал у Порторожу, 1978
- Специјална награда жирија на Фестивалу у Оберхаузену 1972,
- Награда "Кокан Ракоњац" Пула 1979,
- Специјални Гран при на Конкурсу европских редитеља музичких програма 1976, плакета ТВ Београд за допринос развоју телевизије.
- Специјална награда на фестивалу Вишију за филм Даске које живот значе
- Прва награда на Фестивалу малих сцена у Сарајеву за представу Кривице, 1971
- Награде на Фестивалу документарног филма у Београду за филм "Милан из Лепенца" 1970